# Premios del Instituto Franklin
Los premios del Instituto Franklin son premios de ciencia e ingeniería concedidos desde 1824 por el Instituto Franklin, de Filadelfia, Pensilvania, EE. UU. Los Premios de Instituto del Franklin comprende las Medallas Benjamin Franklin en siete áreas de ciencia e ingeniería, el Bower Award and Prize for Achievement in Science (Consecución en Ciencia), y el Bower Award for Business Leadership (Liderazgo Empresarial ).

## Medallas Benjamin Franklin

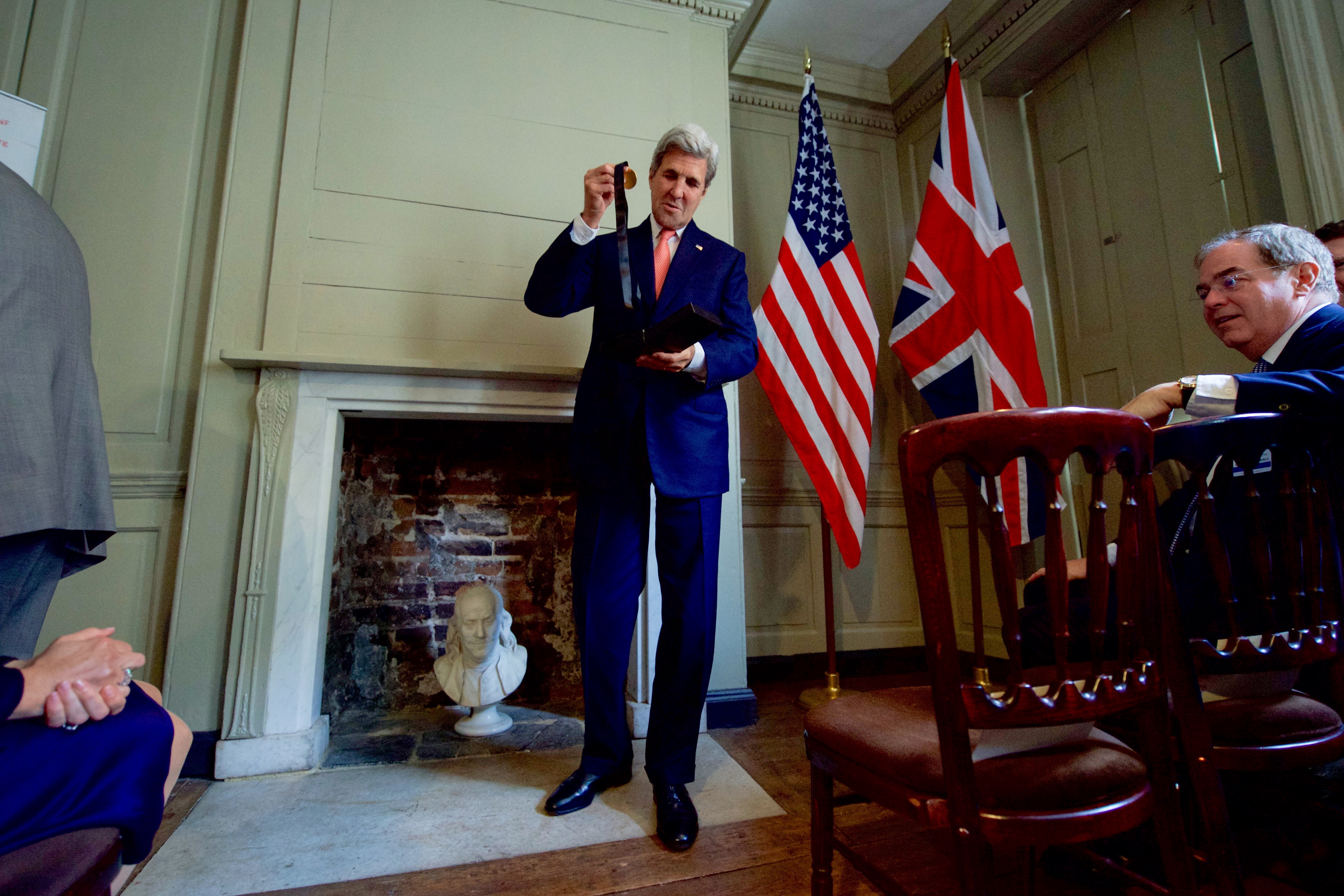
John Kerry recibe la Medalla Benjamin Franklin por su liderazgo en 2016

En 1998, las Medallas Benjamin Franklin se crearon al reorganizar todas las medallas concedidas por el Instituto Franklin en esos momentos, en un grupo de medallas que reconocen siete áreas de estudio: Química, Computación y Ciencias Cognitivas, Tierra y Ciencias Ambientales, Ingeniería Eléctrica, Ciencias de la vida, ingeniería mecánica y física.  Las primeras medallas Benjamin Franklin se presentaron en 1998.
Los medallistas son seleccionados por el Comité de Ciencias y Artes (CS&A) después de una investigación exhaustiva.

## Bower Awards
El Bower Award and Prize for Achievement in Science (Consecución en Ciencia) y el Bower Award for Business Leadership (Liderazgo Empresarial), son los premios más recientes, establecidos por un legado de $ 7,5 millones de Henry Bower en 1988. Los Premios Anuales Bower son de $ 250,000 USD cada uno.

## Premios anteriores
Para el artículo sobre otros premios anteriores, véase Elliott Cresson Medal

## Lista de laureados
Listado de la base de datos del sitio web del  Franklin Institute.
| Año  | Nombre                           | Campo                                                                     |
| ---- | -------------------------------- | ------------------------------------------------------------------------- |
| 1998 | Emmanuel Desurvire               | Ingeniería                                                                |
| 1998 | Robert B. Laughlin               | Física                                                                    |
| 1998 | David N. Payne                   | Ingeniería                                                                |
| 1998 | Stanley B. Prusiner              | Ciencia de la vida                                                        |
| 1998 | Horst L. Stormer                 | Física                                                                    |
| 1998 | Daniel C. Tsui                   | Física                                                                    |
| 1998 | Ahmed H. Zewail                  | Química                                                                   |
| 1999 | Noam Chomsky                     | Computación y Ciencia Cognitiva                                           |
| 1999 | Douglas C. Engelbart             | Computación y Ciencia Cognitiva                                           |
| 1999 | Walter Kaminsky                  | Química                                                                   |
| 1999 | Barry J. Marshall                | Ciencias de la vida                                                       |
| 1999 | John C. Mather                   | Física                                                                    |
| 1999 | Richard W. Shorthill             | Computación y Ciencia Cognitiva                                           |
| 1999 | Akira Tonomura                   | Física                                                                    |
| 1999 | Victor Vali                      | Computación y Ciencia Cognitiva                                           |
| 2000 | John Cocke                       | Computación y Ciencia Cognitiva                                           |
| 2000 | Eric Cornell                     | Física                                                                    |
| 2000 | Gordon Danby                     | Ingeniería mecánica                                                       |
| 2000 | Eville Gorham                    | Ciencias de la tierra                                                     |
| 2000 | Robert H. Grubbs                 | Química                                                                   |
| 2000 | Wolfgang Ketterle                | Física                                                                    |
| 2000 | Antoine Labeyrie                 | Ingeniería eléctrica                                                      |
| 2000 | James R. Powell                  | Ingeniería mecánica                                                       |
| 2000 | Carl Wieman                      | Física                                                                    |
| 2001 | Judah Folkman                    | Ciencias de la vida                                                       |
| 2001 | Alan H. Guth                     | Física                                                                    |
| 2001 | Marvin Minsky                    | Computación y Ciencia Cognitiva                                           |
| 2001 | K. Barry Sharpless               | Química                                                                   |
| 2001 | Rob Van der Voo                  | Ciencias de la tierra                                                     |
| 2001 | Bernard Widrow                   | Ingeniería eléctrica                                                      |
| 2002 | Norman L. Allinger               | Química                                                                   |
| 2002 | Mary-Dell Chilton                | Ciencias de la vida                                                       |
| 2002 | Sumio Iijima                     | Física                                                                    |
| 2002 | Shuji Nakamura                   | Ingeniería                                                                |
| 2002 | Alexandra Navrotsky              | Ciencias de la tierra                                                     |
| 2002 | Lucy Suchman                     | Computación y Ciencia Cognitiva                                           |
| 2003 | Bishnu S. Atal                   | Ingeniería eléctrica                                                      |
| 2003 | John N. Bahcall                  | Física                                                                    |
| 2003 | Raymond Davis Jr.                | Física                                                                    |
| 2003 | Jane Goodall                     | Ciencias de la vida                                                       |
| 2003 | Robin M. Hochstrasser            | Química                                                                   |
| 2003 | Masatoshi Koshiba                | Física                                                                    |
| 2003 | John McCarthy (Computación)      | Computación y Ciencia Cognitiva                                           |
| 2003 | Norman Un. Phillips              | Ciencias de la tierra                                                     |
| 2003 | Joseph Smagorinsky               | Ciencias de la tierra                                                     |
| 2003 | Charles H. Thornton              | Ingeniería                                                                |
| 2004 | Roger Bacon (físico)             | Ingeniería mecánica                                                       |
| 2004 | Harry B. Gris                    | Química                                                                   |
| 2004 | Richard M. Karp                  | Computación y Ciencia Cognitiva                                           |
| 2004 | Robert B. Meyer                  | Física                                                                    |
| 2004 | Robert E. Newnham                | Ingeniería eléctrica                                                      |
| 2005 | Elizabeth Helen Blackburn        | Ciencias de la vida                                                       |
| 2005 | Aravind K. Joshi                 | Computación y Ciencia Cognitiva                                           |
| 2005 | Yoichiro Nambu                   | Física                                                                    |
| 2005 | Peter R. Vail                    | Ciencias de la tierra                                                     |
| 2005 | Andrew J. Viterbi                | Ingeniería eléctrica                                                      |
| 2006 | Ray W. Clough                    | Ingeniería                                                                |
| 2006 | Samuel J. Danishefsky            | Química                                                                   |
| 2006 | Luna B. Leopold                  | Ciencias de la tierra                                                     |
| 2006 | Donald Norman                    | Computación y Ciencia Cognitiva                                           |
| 2006 | Fernando Nottebohm               | Ciencias de la vida                                                       |
| 2006 | Giacinto Scoles                  | Física                                                                    |
| 2006 | J. Peter Toennies                | Física                                                                    |
| 2006 | M. Gordon Wolman                 | Ciencias de la tierra                                                     |
| 2007 | Klaus Biemann                    | Química                                                                   |
| 2007 | Robert H. Dennard                | Ingeniería eléctrica                                                      |
| 2007 | Merton C. Flemings               | Ciencia de materiales                                                     |
| 2007 | Arthur B. McDonald               | Física                                                                    |
| 2007 | Steven W. Squyres                | Ciencias de la tierra                                                     |
| 2007 | Yoji Totsuka                     | Física                                                                    |
| 2007 | Nancy Wexler                     | Ciencias de la vida                                                       |
| 2008 | Victor Ambros                    | Ciencias de la vida                                                       |
| 2008 | David Baulcombe                  | Ciencias de la vida                                                       |
| 2008 | Wallace Broecker                 | Ciencias de la tierra                                                     |
| 2008 | Albert Eschenmoser               | Química                                                                   |
| 2008 | Deborah Jin                      | Física                                                                    |
| 2008 | Judea Pearl                      | Computación y Ciencia Cognitiva                                           |
| 2008 | Arun Phadke                      | Ingeniería eléctrica                                                      |
| 2008 | Gary Ruvkun                      | Ciencias de la vida                                                       |
| 2008 | James Thorp                      | Ingeniería eléctrica                                                      |
| 2009 | Ruzena Bajcsy                    | Computación y Ciencia Cognitiva                                           |
| 2009 | Stephen J. Benkovic              | Ciencias de la vida                                                       |
| 2009 | J. Frederick Grassle             | Ciencias de la tierra                                                     |
| 2009 | Richard J. Robbins               | Ingeniería                                                                |
| 2009 | George M. Whitesides             | Química                                                                   |
| 2009 | Lotfi Un. Zadeh                  | Ingeniería eléctrica                                                      |
| 2010 | J. Ignacio Cirac                 | Física                                                                    |
| 2010 | Shafrira Goldwasser              | Computación y Ciencia Cognitiva                                           |
| 2010 | Peter C. Nowell                  | Ciencias de la vida                                                       |
| 2010 | Gerhard M. Sessler               | Ingeniería eléctrica                                                      |
| 2010 | D. Brian Spalding                | Ingeniería mecánica                                                       |
| 2010 | JoAnne Stubbe                    | Química                                                                   |
| 2010 | James Edward Maceo West          | Ingeniería eléctrica                                                      |
| 2010 | David J. Wineland                | Física                                                                    |
| 2010 | Peter Zoller                     | Física                                                                    |
| 2010 | W. Richard Peltier               | Tierra y Ciencia Medioambiental, Premio Bower para Consecución en Ciencia |
| 2010 | William H. Gates                 | Premio Bower para Liderazgo Empresarial                                   |
| 2011 | John Robert Anderson (psicólogo) | Computación y Ciencia Cognitiva                                           |
| 2011 | Jillian F. Banfield              | Tierra y Ciencia Medioambiental                                           |
| 2011 | Nicola Cabibbo                   | Física                                                                    |
| 2011 | Ingrid Daubechies                | Ingeniería eléctrica                                                      |
| 2011 | Dean Kamen                       | Ingeniería mecánica                                                       |
| 2011 | K.C. Nicolaou                    | Química                                                                   |
| 2011 | George Church                    | Ciencias de la vida, Premio Bower para Consecución en Ciencia             |
| 2011 | Fred Kavli                       | Premio Bower para Liderazgo Empresarial                                   |
| 2012 | Vladimir Vapnik                  | Computación y Ciencia Cognitiva                                           |
| 2012 | Lonnie Thompson                  | Tierra y Ciencia Medioambiental                                           |
| 2012 | Ellen Stone Mosley-Thompson      | Tierra y Ciencia Medioambiental                                           |
| 2012 | Sean B. Carroll                  | Ciencias de la vida                                                       |
| 2012 | Jerry Nelson (astrónomo)         | Ingeniería eléctrica                                                      |
| 2012 | Rashid Sunyaev                   | Física                                                                    |
| 2012 | Zvi Hashin                       | Ingeniería mecánica                                                       |
| 2012 | Louis E. Brus                    | Química, Premio Bower para Consecución en Ciencia                         |
| 2012 | John Chambers                    | Premio Bower para Liderazgo Empresarial                                   |
| 2013 | Jerrold Meinwald                 | Química                                                                   |
| 2013 | William Labov                    | Computación y Ciencia Cognitiva                                           |
| 2013 | Robert A. Berner                 | Tierra y Ciencia Medioambiental                                           |
| 2013 | Rudolf Jaenisch                  | Ciencias de la vida                                                       |
| 2013 | Subra Suresh                     | Ingeniería mecánica                                                       |
| 2013 | Alexander Dalgarno               | Física                                                                    |
| 2013 | Michael S. Dell                  | Premio Bower para Liderazgo Empresarial                                   |
| 2013 | Kenichi Iga                      | Ingeniería eléctrica, Premio Bower para Consecución en Ciencia            |
| 2014 | Daniel Kleppner                  | Física                                                                    |
| 2014 | Christopher T. Walsh             | Química                                                                   |
| 2014 | Lisa Tauxe                       | Tierra y Ciencia Medioambiental                                           |
| 2014 | Shunichi Iwasaki                 | Ingeniería eléctrica                                                      |
| 2014 | Mark H. Kryder                   | Ingeniería eléctrica                                                      |
| 2014 | Joachim Frank                    | Ciencias de la vida                                                       |
| 2014 | Ali H. Nayfeh                    | Ingeniería mecánica                                                       |
| 2014 | Edmund M. Clarke                 | Computación y Ciencia Cognitiva, Premio Bower para Consecución en Ciencia |
| 2014 | William W. George                | Premio Bower para Liderazgo Empresarial                                   |
| 2015 | Stephen Lippard                  | Química                                                                   |
| 2015 | Elissa Newport                   | Computación y Ciencia Cognitiva                                           |
| 2015 | Syukuro Manabe                   | Tierra y Ciencia Medioambiental                                           |
| 2015 | Roger F. Harrington              | Ingeniería eléctrica                                                      |
| 2015 | Cornelia Bargmann                | Ciencias de la vida                                                       |
| 2015 | Charles L. Kane                  | Física                                                                    |
| 2015 | Eugene Mele                      | Física                                                                    |
| 2015 | Shoucheng Zhang                  | Física                                                                    |
| 2015 | Jon Huntsman, Sr.                | Premio Bower para Liderazgo Empresarial                                   |
| 2015 | Jean-Pierre Kruth                | Ingeniería mecánica, Premio Bower para Consecución en Ciencia             |
| 2016 | Nadrian C. Seeman                | Química                                                                   |
| 2016 | Yale N. Patt                     | Computación y Ciencia Cognitiva                                           |
| 2016 | Brian F. Atwater                 | Tierra y Ciencia Medioambiental                                           |
| 2016 | Solomon W. Golomb                | Ingeniería eléctrica                                                      |
| 2016 | Robert S. Langer                 | Ciencias de la vida                                                       |
| 2016 | Shu Chien                        | Ingeniería mecánica                                                       |
| 2016 | Patrick Pronto-Shiong            | Premio Bower para Liderazgo Empresarial                                   |
| 2016 | William J. Borucki               | Física, Premio Bower para Consecución en Ciencia                          |
| 2017 | Krzysztof Matyjaszewski          | Química                                                                   |
| 2017 | Mitsuo Sawamoto                  | Química                                                                   |
| 2017 | Michael I. Posner                | Computación y Ciencia Cognitiva                                           |
| 2017 | Nick Holonyak, Jr.               | Ingeniería eléctrica                                                      |
| 2017 | Douglas C. Wallace               | Ciencias de la vida                                                       |
| 2017 | Mildred S. Dresselhaus           | Ciencia de materiales e Ingeniería                                        |
| 2017 | Marvin L. Cohen                  | Física                                                                    |
| 2017 | Claude Lorius                    | Tierra y Ciencia Medioambiental, Premio Bower para Consecución en Ciencia |
| 2017 | Alan Mulally                     | Premio Bower para Liderazgo Empresarial                                   |
| 2018 | Susan Trumbore                   | Tierra y Ciencia Medioambiental                                           |
| 2018 | Manijeh Razeghi                  | Ingeniería eléctrica                                                      |
| 2018 | Adrian Bejan                     | Ingeniería mecánica                                                       |
| 2018 | Helen Rhoda Quinn                | Física                                                                    |
| 2018 | John B. Goodenough               | Química                                                                   |
| 2018 | Vinton Gray Cerf                 | Computación y Ciencia Cognitiva                                           |
| 2018 | Robert E. Kahn                   | Computación y Ciencia Cognitiva                                           |
| 2018 | Philippe Horvath                 | Ciencias de la vida, Premio Bower para Consecución en Ciencia             |
| 2018 | Anne M. Mulcahy                  | Premio Bower para Liderazgo Empresarial                                   |
| 2019 | John J. Hopfield                 | Física                                                                    |
| 2019 | John Un. Rogers                  | Ingeniería de materiales                                                  |
| 2019 | James P. Allison                 | Ciencias de la vida                                                       |
| 2019 | Eli Yablonovitch                 | Ingeniería eléctrica                                                      |
| 2019 | Gene E.Likens                    | Tierra y Ciencia Medioambiental                                           |
| 2019 | Marcia K. Johnson                | Computación y Ciencia Cognitiva                                           |
| 2019 | Frances H. Arnold                | Química, Premio Bower para Consecución en Ciencia                         |
| 2019 | Indra K. Nooyi                   | Premio Bower para Liderazgo Empresarial                                   |